# IC 4835
IC 4835 је спирална галаксија у сазвјежђу Паун која се налази на листи објеката дубоког неба у Индекс каталогу.
Деклинација објекта је - 58° 14' 15" а ректасцензија 19h 15m 27,4s. Привидна величина (магнитуда) објекта IC 4835 износи 13,8 а фотографска магнитуда 14,7. IC 4835 је још познат и под ознакама ESO 141-41, PGC 62970.